# Toxomerus porticola
Toxomerus porticola är en tvåvingeart som först beskrevs av Thomson 1869.  Toxomerus porticola ingår i släktet Toxomerus och familjen blomflugor. Inga underarter finns listade i Catalogue of Life.